# Донбаський державний технічний університет

Пам'ятник Юрію Воєводіну - одному з фундаторів університету.

Донба́ський держа́вний техні́чний університе́т (ДонДТУ) — вищий навчальний заклад, що був розташований у м. Алчевськ Луганської області як великий український навчальний та науковий центр у галузі технічної освіти. В листопаді 2014 р., внаслідок війни на сході України, університет було тимчасово переміщено до м. Лисичанськ. У 2018 році був реорганізований шляхом приєднання до СНУ ім. В. Даля.

## Історія
Заснований 12 жовтня 1957 року як Ворошиловський гірничо-металургійний інститут.
У 1964 році у зв'язку із зміною назви міста був перейменований на Комунарський гірничо-металургійний інститут (КГМІ).
3 1992 року — Донбаський гірничо-металургійний інститут (ДГМІ).
Наказом Міністерства освіти і науки України № 622 від 27 липня 2004 р. на базі ДГМІ був створений Донбаський державний технічний університет (ДонДТУ).
ДонДТУ був одним із провідних вишів Донбасу та готував висококваліфікованих фахівців для вугільної, металургійної, машинобудівної галузей, для будівництва, кваліфікованих менеджерів, економістів, бухгалтерів, юристів, філологів-перекладачів, спеціалістів у галузі інформаційних технологій.
За півсторіччя своєї діяльності університет надав путівку в життя понад 67 тисячам випускників, що працюють не лише в Україні, а й за кордоном. Серед вихованців університету — відомі державні діячі, народні депутати, вчені, господарники.
Наказом Міністерства освіти і науки України від 05.06.2018 р. № 587 Донбаський державний технічний університет реорганізовано шляхом приєднання до Східноукраїнського національного університету імені Володимира Даля.

## Структура
Донбаський державний технічний університет — це сучасний освітній та науковий комплекс, у складі якого (станом на 2009 р.):
- 10 навчальних корпусів;
- 5 гуртожитків;
- наукова бібліотека з книжковим фондом понад 784 тис. екземплярів;
- 7 факультетів;
- інститут підвищення кваліфікації;
- аспірантура;
- докторантура;
- відділ довузівської підготовки;
- 37 базових кафедр;
- 7 філій у містах:
  - Красний Луч,
  - Лисичанськ,
  - Краснодон,
  - Свердловськ,
  - Ровеньки,
  - Первомайськ,
  - Єнакієве;
- 2 технікуми:
  - Алчевський індустріальний,
  - Перевальський гірничий;
- науково-дослідний і проектно-конструкторський інститут «Параметр»;
- державний міжвузівський центр лазерно-локаційних спостережень штучних супутників Землі «Оріон»;
- музей історії університету;
- геолого-мінералогічний музей;
- археологічний музей;
- видавничо-поліграфічний центр «Ладо»;
- редакція газети «Імпульс»;
- центр культури та дозвілля «Талант»;
- спортивно-оздоровчий комплекс «Алтагір»;
- санаторій-профілакторій;
- студентська поліклініка;
- центр комп'ютерних технологій;
- телефонна станція.

Загальна площа будівель і споруд університету становить близько 100 тис. квадратних метрів.

## Професорсько-викладацький склад
Станом на 1 січня 2009 р. в університеті працювало 614 штатних викладачів.
Серед науково-педагогічних працівників:
- докторів наук, професорів — 48;
- кандидатів наук, доцентів — 239.

## Контингент студентів
Станом на 1 січня 2009 р. в університеті одночасно здобували технічну, економічну, філологічну та юридичну освіту 15 963 студенти.
Серед усього контингенту студентів здобували освіту:
- за денною формою навчання — 5 535;
- за заочною формою навчання — 10 428;
- у філіях — 4 401;
- в інституті підвищення кваліфікації — 847.

## Спеціальності

### Факультет гірництва
- Розробка родовищ корисних копалин
- Шахтне та підземне будівництво
- Гірниче обладнання
- Маркшейдерська справа
- Екологія та охорона навколишнього середовища

### Факультет металургії
- Металургія чорних металів
- Обробка металів тиском

### Факультет механіки
- Технологія машинобудування
- Гідравлічні та пневматичні машини
- Металургійне обладнання

### Будівельний факультет
- Промислове та цивільне будівництво
- Міське будівництво та господарство
- Архітектура будівель і споруд

### Факультет автоматизації та електротехнічних систем
- Автоматизоване управління технологічними процесами
- Електромеханічні системи автоматизації та електропривод
- Електричні машини та апарати
- Радіофізика та електроніка
- Спеціалізовані комп'ютерні системи
- Електронні системи

### Факультет економіки і фінансів
- Економіка підприємства
- Фінанси
- Облік та аудит
- Економічна кібернетика

### Факультет менеджменту
- Менеджмент організацій
- Менеджмент зовнішньоекономічної діяльності
- Переклад

Основна наукова спрямованість — вдосконалення техніки і технології видобування вугілля, проведення і кріплення гірничих виробок, системний аналіз роботи вугільних шахт, очищення мастильних матеріалів і рідин від шкідливих домішок, використання вторинних ресурсів.

## Відомі випускники
- Галагуз Антон (* 1986) — український пауерліфтер. Чемпіон і рекордсмен України; чемпіон Європи.
- Хоменко Олег Сергійович (нар. 1972) — український військовослужбовець, підполковник Національної гвардії України, заступник командира бригади «Азов» зі служби, Герой України (2022).
- Чупрін Михайло Русланович (1990—2022) — український військовослужбовець, старший лейтенант Національної гвардії України, командир танкової роти ОЗСП «Азов», Герой України (2022, посмертно).